# Litsea rangoonensis
Litsea rangoonensis är en lagerväxtart som först beskrevs av Carl Daniel Friedrich Meisner, och fick sitt nu gällande namn av Joseph Dalton Hooker. Litsea rangoonensis ingår i släktet Litsea och familjen lagerväxter. Inga underarter finns listade i Catalogue of Life.